# Lee Dong-hwi
Đây là một tên người Triều Tiên, họ là Lee.
Lee Dong-hwi (tiếng Hàn: 이동휘; sinh ngày 22 tháng 7 năm 1985) là nam diễn viên người Hàn Quốc. Anh đã được công nhận thông qua vai diễn trong bộ phim truyền hình nổi tiếng Hồi đáp 1988 (2015–2016). Sau hàng loạt vai phụ trong các bộ phim ăn khách phòng vé The Handmaiden (2016), Cộng sự bất đắc dĩ (2017) và New Trial (2017), Dong-hwi đóng vai chính trong Nghề siêu khó (2019), phim điện ảnh Hàn Quốc có doanh thu cao thứ hai trong lịch sử.

## Tiểu sử

### Giáo dục
- Trường trung học Gangdong (강동고등학교) – Đã tốt nghiệp
- Học viện Nghệ thuật Seoul (서울예술대학교), Khoa Sân khấu – Đã tốt nghiệp Cử nhân Nghệ thuật

## Danh sách phim

### Phim
| Năm  | Nhan đề                     | Vai diễn              | Ghi chú               | Ng.         |
| ---- | --------------------------- | --------------------- | --------------------- | ----------- |
| 2020 | Somewhere in Between        | Han Ki-tae            | Vai chính             |             |
| 2020 | Cuộc gọi                    | Baek Min-hyun         | Vai phụ, phim Netfilx |             |
| 2021 | New Year Blues              | Yong-chan             | Vai chính             |             |
| 2021 | Unframed – Blue happiness   |                       | Phim ngắn Watcha      | [ 3 ]       |
| 2022 | Người môi giới              | Song                  | Cameo                 | [ 4 ] [ 5 ] |
| 2022 | Another Record: Lee Je-hoon | Lee Dong-hwi          | phim tài liệu         | [ 6 ]       |
| 2023 | Thanh gươm trừ tà           | Kang Do-ryung / Inbae | Vai chính             | [ 7 ]       |
| 2024 | Vây hãm: Kẻ trừng phạt      | Jang Dong-cheol       | Vai chính             | [ 8 ]       |
| TBA  | Maybe We've Broken Up       | Jun-ho                | Vai chính             | [ 9 ]       |
| TBA  | Mora-dong                   | Han Seon-woo          | Vai chính             | [ 10 ]      |

### Phim truyền hình
| Năm     | Nhan đề                         | Kênh | Vai diễn          | Ghi chú   | Ng. |
| ------- | ------------------------------- | ---- | ----------------- | --------- | --- |
| 2015–16 | Hồi đáp 1988                    | tvN  | Ryu Dong-ryong    | Vai chính |     |
| 2016    | KBS Drama Special – Red Teacher | KBS2 | Kim Tae-nam       | Vai chính |     |
| 2016    | Đoàn tùy tùng                   | tvN  | Geo-book (Turtle) | Vai chính |     |
| 2017    | Văn phòng lấp lánh              | MBC  | Do Ki-taek        | Vai phụ   |     |
| 2019    | Pegasus Market                  | tvN  | Moon Seok-goo     | Vai chính |     |
| 2020    | SF8 – Manxin                    | MBC  | Jung Ga-ram       | Vai chính |     |

### Phim chiếu mạng
| Năm  | Nhan đề | Nền tảng | Vai diễn       | Ghi chú   | Ng.    |
| ---- | ------- | -------- | -------------- | --------- | ------ |
| 2022 | Glitch  | Netflix  | Lee Si-kook    | Vai phụ   | [ 11 ] |
| 2022 | Casino  | Disney+  | Yang Jeong-pal | Vai chính | [ 12 ] |

## Giải thưởng và đề cử
| Năm  | Lễ trao giải                                                                 | Hạng mục                                | (Những) Người / Tác phẩm được đề cử | Kết quả   | Ng.    |
| ---- | ---------------------------------------------------------------------------- | --------------------------------------- | ----------------------------------- | --------- | ------ |
| 2017 | Giải thưởng Ngôi sao hàng đầu Hàn Quốc lần thứ 6 (6th Korea Top Star Awards) | Giải thưởng Ngôi sao nổi tiếng          | The Bros                            | Đoạt giải |        |
| 2021 | Giải thưởng điện ảnh Wildflower lần thứ 8 (8th Wildflower Film Awards)       | Nam diễn viên xuất sắc nhất             | Somewhere in Between                | Đề cử     | [ 13 ] |
| 2021 | Giải thưởng giải trí MBC lần thứ 21 (21th MBC Entertainment Awards)          | Giải thưởng làm việc theo nhóm tốt nhất | Hangout with Yoo                    | Đoạt giải | [ 14 ] |